# 요코하마 영화제
요코하마 영화제(일본어: ヨコハマ映画祭; 영어: Yokohama Film Festival)는 가나가와현 요코하마시에서 개최되는 영화제이다. 요코하마 영화제 실행위원회가 주최한다.
1980년 2월 3일 쓰루미구 케이힌 영화 극장에서 제1회 영화제가 열렸으며, 이후 매년 개최되어 2012년 현재 33회를 센다. 스즈무라 타케시 외 영화 애호가 회사원 2명이 민간 차원에서 시작했으며, 스폰서를 얻으며, 매년 2월 초순의 일요일 하루 동안 개최된다.
지난해 개봉한 일본내 영화를 중심으로 상영하며, 감독상, 남우상, 여우상, 신인상, 각본상 등을 선출하고있다. 영화제 당일 수상자가 거의 나와라 것이라는에서도 인기를 누리고있다.
1998년, 제47회 요코하마 문화상 장려상을, 2000년에는, 제22회 산토리 지역 문화상을 수상했다.

## 역대 수상

### 작품·감독·신인감독상
| #      | 연도   | 시상식          | 작품상                                              | 감독상                                                                                     | 신인감독상                                                                                   |
| ------ | ------ | --------------- | --------------------------------------------------- | ------------------------------------------------------------------------------------------ | -------------------------------------------------------------------------------------------- |
| 제22회 | 2000년 | 2001년 2월 4일  | 《얼굴》 사카모토 준지                              | 사카모토 준지 《얼굴》                                                                     | 오가타 아키라 《독립소년합창단》                                                             |
| 제23회 | 2001년 | 2002년 2월 3일  | 《고》 유키사다 이사오                              | 유키사다 이사오 《고》 《사치스러운 뼈》                                                   | 나가사와 마사히코 《여기에 있는 것》 토가시 신 《오프 밸런스》                               |
| 제24회 | 2002년 | 2003년 2월 2일  | 《허쉬!》 하시구치 료스케                           | 히라야마 히데유키 《아웃》 《웃는 개구리》 하시구치 료스케 《허쉬!》                       | 소리 후미히코 《핑퐁》                                                                       |
| 제25회 | 2003년 | 2004년 2월 1일  | 《바이브레이터》 히로키 류이치                      | 히로키 류이치 《바이브레이터》                                                             | 니시카와 미와 《산딸기》                                                                     |
| 제26회 | 2004년 | 2005년 2월 6일  | 《불량공주 모모코》 나카시마 테츠야                 | 나카시마 테츠야 《불량공주 모모코》                                                        | 나루시마 이즈루 《방심은 금물》                                                              |
| 제27회 | 2005년 | 2006년 2월 5일  | 《박치기!》 이즈쓰 가즈유키                         | 이즈쓰 가즈유키 《박치기!》                                                                | 우치다 켄지 《내 마음의 이방인》                                                             |
| 제28회 | 2006년 | 2007년 2월 4일  | 《유레루》 니시카와 미와                            | 니시카와 미와 《유레루》                                                                   | 나카무라 타카유키 《요코하마 메리》                                                          |
| 제29회 | 2007년 | 2008년 2월 3일  | 《그래도 내가 하지 않았어》 수오 마사유키           | 수오 마사유키 《그래도 내가 하지 않았어》                                                  | 요시다 다이하치 《사랑을 보여줘, 바보야》                                                    |
| 제30회 | 2008년 | 2009년 2월 1일  | 《굿' 바이: Good & Bye》 다키타 요지로              | 다키타 요지로 《굿' 바이: Good & Bye》                                                     | 모리 요시타카 《햐크하치》                                                                   |
| 제31회 | 2009년 | 2010년 2월 7일  | 《우리 의사 선생님》 니시카와 미와                  | 오가타 아키라 《논짱 도시락》                                                              | 오오모리 스미오 《바람이 강하게 불고 있다》 스즈키 다쿠지 《나는 고양이 스토커》             |
| 제32회 | 2010년 | 2011년 2월 6일  | 《13인의 자객》 미이케 다카시                       | 미이케 다카시 《13인의 자객》 《제브라맨 2》                                               | 이시이 유야 《사와코 결심하다》 《당신과 걸어가며》 다니구치 마사아키 《시간을 달리는 소녀》 |
| 제33회 | 2011년 | 2012년 2월 5일  | 《오시카 마을 소동기》 사카모토 준지                | 소노 시온 《차가운 열대어》 《길티 오브 로맨스》                                           | 스나다 마미 《엔딩노트》 마에다 코지 《혼전특급》                                            |
| 제34회 | 2012년 | 2013년 2월 3일  | 《키리시마가 동아리활동 그만둔대》 요시다 다이하치  | 요시다 다이하치 《키리시마가 동아리활동 그만둔대》                                         | 아카호리 마사아키 《그 밤의 사무라이》 양영희 《가족의 나라》                                |
| 제35회 | 2013년 | 2014년 2월 2일  | 《흉악: 어느 사형수의 고발》 시라이시 카즈야        | 모리사키 아즈마 《페코로스, 어머니 만나러 갑니다》                                         | 시라이시 카즈야 《흉악: 어느 사형수의 고발》 나카노 료타 《캡처링 대디》                     |
| 제36회 | 2014년 | 2015년 2월 1일  | 《그곳에서만 빛난다》 오미보                        | 오미보 《그곳에서만 빛난다》 안도 모모코 《0.5미리》                                       | 쿠보타 나오 《집으로 간다》                                                                  |
| 제37회 | 2015년 | 2016년 2월 7일  | 《바닷마을 다이어리》 고레에다 히로카즈             | 고레에다 히로카즈 《바닷마을 다이어리》 하시구치 료스케 《세 가지 사랑 이야기》            | 마츠나가 다이시 《화장실의 피에타》                                                          |
| 제38회 | 2016년 | 2017년 2월 5일  | 《이 세상의 한구석에》 카타부치 스나오              | 나카노 료타 《행복 목욕탕》                                                                | 마리코 테츠야 《디스트럭션 베이비》 스기야마 타이이치 《썸씽 라이크 썸씽 라이크 잇》         |
| 제39회 | 2017년 | 2018년 1월 28일 | 《도쿄의 밤하늘은 항상 가장 짙은 블루》 이시이 유야 | 시라이시 카즈야 《이름없는 새》                                                            | 이시카와 케이 《우행록: 어리석은 자의 기록》 모리가키 유키히로 《불량가족, 행복의 맛》       |
| 제40회 | 2018년 | 2019년 2월 3일  | 《아사코》 하마구치 류스케                          | 하마구치 류스케 《아사코》 제제 다카히사 《국화와 단두대》 《우죄》 《8년에 걸친 신부》    | 노지리 카츠미 《라잉 투 맘》                                                                 |
| 제41회 | 2019년 | 2020년 2월 2일  | 《분화구의 두 사람》 아라이 하루히코                | 이시카와 케이 《꿀벌과 천둥》 이마이즈미 리키야 《사랑이 뭘까》 《리틀 나이츠, 리틀 러브》 | 카타야마 신조 《시블링스 오브 더 케이프》                                                    |

### 남우주연·조연·여우주연·조연상
| #      | 연도   | 남우주연상                                                                                        | 여우주연상                                                      | 남우조연상 | 여우조연상 |
| ------ | ------ | ------------------------------------------------------------------------------------------------- | --------------------------------------------------------------- | --- | --- |
| 제22회 | 2000년 | 아사노 타다노부 《지뢰를 밟으면 안녕》 《고조》                                                   | 후지야마 나오미 《얼굴》                                        | 카가와 테루유키 《독립소년합창단》 《스리》 무라카미 준 《나비의 사랑》 《SM작가》 《신 의리없는 전쟁》          | 니시다 나오미 《나비의 사랑》                                                                                   |
| 제23회 | 2001년 | 쿠보즈카 요스케 《고》 《물에 빠진 물고기》                                                       | 아마미 유키 《연탄》 《이누가미》                               | 야마자키 츠토무 《고》 《천국에서 온 사내들》 《Go!》 《여학생의 친구》                                          | 시바사키 코우 《고》 《배틀 로얄》                                                                              |
| 제24회 | 2002년 | 나가츠카 쿄조 《웃는 개구리》 타나베 세이이치 《허쉬!》                                           | 세토 아사카 《토라바이유》                                      | 츠카모토 신야 《토라바이유》 《이치, 더 킬러》 《쿠로에》                                                        | 오오츠카 네네 《웃는 개구리》 《우츠츠》                                                                        |
| 제25회 | 2003년 | 츠마부키 사토시 《안녕, 쿠로》 《드래곤 헤드》                                                    | 테라지마 시노부 《바이브레이터》 《아카메시쥬야타키신쥬미스이》 | 오오모리 나오 《바이브레이터》 《아카메시쥬야타키신쥬미스이》                                                    | 요 키미코 《호텔 하이비스커스》 《안녕, 쿠로》 《우연히도 최악의 소년》                                         |
| 제26회 | 2004년 | 야쿠쇼 코지 《방심은 금물》 《동경원발》 《웃음의 대학》                                          | 후카다 쿄코 《불량공주 모모코》                                 | 에모토 아키라 《동경원발》 《닭은 맨발이다》 《타카다 와타루 스타일로》 외                                       | 키키 키린 《불량공주 모모코》 《한오치》 《반딧불의 별》                                                        |
| 제27회 | 2005년 | 오다기리 조 《메종 드 히미코》 《스크랩 헤븐》 《시노비》 《오페레타 너구리 저택》                | 다나카 유코 《언젠가 책 읽는 날》 《히비》                      | 키시베 잇토쿠 《언젠가 책 읽는 날》 《히비》 《망국의 이지스》 《바이탈》                                        | 야쿠시마루 히로코 《올웨이즈 3번가의 석양》 《오페레타 너구리 저택》 《호숫가 살인사건》 《철인 28호》          |
| 제28회 | 2006년 | 카가와 테루유키 《유레루》                                                                        | 아오이 유우 《훌라 걸스》 《허니와 클로버》                     | 사사노 타카시 《불침번》 《낚시바보일지 17》 《아단》 《지하철을 타고》                                          | 후키이시 카즈에 《눈에게 바라는 것》 《편지》 《내일의 기억》 나카무라 유코 《스트로베리 쇼트케이크》           |
| 제29회 | 2007년 | 카세 료 《그래도 내가 하지 않았어》                                                               | 사토 에리코 《사랑을 보여줘, 바보야》                           | 나가세 마사토시 《사랑을 보여줘, 바보야》                                                                        | 나가사쿠 히로미 《사랑을 보여줘, 바보야》                                                                       |
| 제30회 | 2008년 | 코바야시 카오루 《휴가》 《환희의 노래》                                                          | 코이케 에이코 《입맞춤》                                        | 니시지마 히데토시 《휴가》 《도쿄 랑데뷰》 《오버 더 힐》                                                        | 요 키미코 《굿' 바이: Good & Bye》 《환상의 야마타이국》 《오버 더 힐》 히로스에 료코 《굿' 바이: Good & Bye》  |
| 제31회 | 2009년 | 사카이 마사토 《쿠히오 대령》 《남극의 쉐프》                                                     | 코니시 마나미 《논짱 도시락》                                   | 오카다 요시노리 《논짱 도시락》 《중력 피에로》 《오토나리: 사랑의 전주곡》 마츠시게 유타카 《우리 의사 선생님》 | 안도 사쿠라 《러브 익스포저》 《쿠히오 대령》 《죄와 벌》                                                       |
| 제32회 | 2010년 | 토요카와 에츠시 《그 남자가 아내에게》 《필사의검 토리사시》                                      | 미츠시마 히카리 《사와코 결심하다》 《파편》                    | 이시바시 렌지 《그 남자가 아내에게》 《퍼레이드》 《도시의 이방인》 《아웃레이지》 《인간 실격》                 | 나츠카와 유이 《고고한 메스》                                                                                   |
| 제33회 | 2011년 | 에이타 《마호로 역 다다 심부름센터》                                                              | 요시타카 유리코 《혼전특급》                                    | 덴덴 《차가운 열대어》                                                                                           | 카구라자카 메구미 《차가운 열대어》 《길티 오브 로맨스》 쿠로사와 아스카 《차가운 열대어》                      |
| 제34회 | 2012년 | 아베 히로시 《테르마이 로마이》                                                                   | 마츠 타카코 《꿈팔이 부부 사기단》                              | 야마다 타카유키 《그 밤의 사무라이》 《무사 노보우: 최후의 결전》 《악의 교전》                                  | 안도 사쿠라 《아이와 마코토》 《그 밤의 사무라이》                                                              |
| 제35회 | 2013년 | 후쿠야마 마사하루 《그렇게 아버지가 된다》 《한여름의 방정식》                                    | 마키 요코 《안녕, 계곡》                                        | 릴리 프랭키 《흉악: 어느 사형수의 고발》 《그렇게 아버지가 된다》                                                | 니카이도 후미 《지옥이 뭐가 나빠》 《49일의 레시피》 《뇌남》 와타나베 마키코 《캡처링 대디》 《괜찮아 3반》 등 |
| 제36회 | 2014년 | 아야노 고 《그곳에서만 빛난다》                                                                   | 미야자와 리에 《종이달》                                        | 이케마츠 소스케 《종이달》 《이별까지 7일》                                                                      | 고바야시 사토미 《종이달》 오시마 유코 《종이달》                                                               |
| 제37회 | 2015년 | 나가세 마사토시 《앙: 단팥 인생 이야기》 시부카와 키요히코 《오봉 브라더스》 《아레노》           | 아야세 하루카 《바닷마을 다이어리》                             | 미츠이시 켄 《오봉 브라더스》 《세 가지 사랑 이야기》                                                            | 카와이 아오바 《오봉 브라더스》 《가부키초 러브호텔》                                                           |
| 제38회 | 2016년 | 미우라 토모카즈 《카츠라기 살인사건》 야기라 유야 《디스트럭션 베이비》                           | 츠츠이 마리코 《하모니움》                                      | 스다 마사키 《디스트럭션 베이비》                                                                                | 스기사키 하나 《행복 목욕탕》                                                                                   |
| 제39회 | 2017년 | 이케마츠 소스케 《도쿄의 밤하늘은 항상 가장 짙은 블루》                                           | 아오이 유우 《이름없는 새》                                     | 시오미 산세이 《아웃레이지 파이널》 마츠자카 토리 《이름없는 새》                                                | 우스다 아사미 《우행록: 어리석은 자의 기록》 마츠모토 와카나 《우행록: 어리석은 자의 기록》                     |
| 제40회 | 2018년 | 히가시데 마사히로 《아사코》 《국화와 단두대》 《오버 드라이브》 야쿠쇼 코지 《고독한 늑대의 피》 | 안도 사쿠라 《어느 가족》                                       | 마츠자카 토리 《고독한 늑대의 피》                                                                               | 마츠오카 마유 《어느 가족》 《13년의 공백》 《치하야후루 무스비》 이토 사이리 《아사코》 《에노키다 무역당》    |
| 제41회 | 2019년 | 이케마츠 소스케 《미야모토로부터 너에게》                                                         | 카도와키 무기 《굿바이, 입술》 코마츠 나나 《굿바이, 입술》     | 나리타 료 《사랑이 뭘까》 《굿바이, 입술》                                                                       | 이케와키 치즈루 《어나더 월드》                                                                                 |

### 그 외 수상
| #      | 연도   | 상                            | 수상자 |
| ------ | ------ | ----------------------------- | --- |
| 제1회  | 1979년 | 특별공로상                    | 야마모토 신야 미야시타 준코 |
| 제7회  | 1985년 | 기술상(음악)                  | 우메바야시 시게루 (《소레카라》 《친구여, 조용히 잠들라》)                                                                      |
| 제12회 | 1990년 | 음악상                        | 우메바야시 시게루 (《철권》) |
| 제13회 | 1991년 | 음악상                        | 히사이시 조 (《그 여름 가장 조용한 바다》 《후따리》 외)                                                                        |
| 제13회 | 1991년 | 미술상                        | 이케야 노리요시 (《유메지》) |
| 제27회 | 2005년 | 기술상                        | 야마자키 다카시 (《올웨이즈 3번가의 석양》의 시각 효과에 대하여)                                                                |
| 제33회 | 2011년 | 요코하마 영화제 최우수 남우상 | 하라다 요시오 (일본 영화와 요코하마 영화제에 잊지 못할 위대한 족적을 남긴 명배우의 이름을 우리 영화제에 영구결번화 하기 위하여) |
| 제35회 | 2013년 | 음악상                        | 야스카와 고로 (《흉악: 어느 사형수의 고발》 《내 여친은 피규어》 《달콤한 채찍》 《인류자금》 등)                               |

## 베스트 10
| 연도 | 1위                                     | 2위                      | 3위                                     | 4위                       | 5위                           | 6위                         | 7위                              | 8위                          | 9위                             | 10위                                             | 차점                                                |
| ---- | --------------------------------------- | ------------------------ | --------------------------------------- | ------------------------- | ----------------------------- | --------------------------- | -------------------------------- | ---------------------------- | ------------------------------- | ------------------------------------------------ | --------------------------------------------------- |
| 2005 | 《박치기!》                             | 《언젠가 책 읽는 날》    | 《올웨이즈 3번가의 석양》               | 《내 마음의 이방인》      | 《린다 린다 린다》            | 《NANA》                    | 《히비》                         | 《공중정원》                 | 《메종 드 히미코》              | 《사요나라 미도리짱》                            | 《나무의 바다》                                     |
| 2006 | 《유레루》                              | 《훌라 걸스》            | 《혐오스런 마츠코의 일생》              | 《눈에게 바라는 것》      | 《카모메 식당》               | 《요코하마 메리》           | 《스트로베리 쇼트케이크》        | 《부드러운 생활》            | 《박사가 사랑한 수식》          | 《시간을 달리는 소녀》                           | 《카미야 에츠코의 청춘》                            |
| 2007 | 《그래도 내가 하지 않았어》             | 《마을에 부는 산들바람》 | 《말하고, 말해도》                      | 《사랑을 보여줘, 바보야》 | 《갓파쿠와 여름방학을》       | 《다마모에》                | 《사이드카의 개》                | 《가학의 성》                | 《자학의 시》                   | 《저녁 무렵의 거리, 벚꽃의 나라》                | 《스키야키 웨스턴 장고》 《콰이어트 룸에서 만나요》 |
| 2008 | 《굿' 바이: Good & Bye》                | 《나를 둘러싼 것들》     | 《걸어도 걸어도》                       | 《어둠의 아이들》         | 《실록 연합적군》             | 《입맞춤》                  | 《도쿄 소나타》                  | 《클라이머즈 하이》          | 《유어 프렌즈》                 | 《휴가》                                         | 《백만엔걸 스즈코》                                 |
| 2009 | 《우리 의사 선생님》                    | 《비용의 처》            | 《러브 익스포저》                       | 《논짱 도시락》           | 《공기인형》                  | 《바람이 강하게 불고 있다》 | 《지지 않는 태양》               | 《썸머 워즈》                | 《츠루기다케: 점의 기록》       | 《오사카 햄릿》                                  | 《중력 피에로》                                     |
| 2010 | 《13인의 자객》                         | 《고백》                 | 《악인》                                | 《사와코 결심하다》       | 《그 남자가 아내에게》        | 《필사의검 토리사시》       | 《고고한 메스》                  | 《누드의 밤》                | 《퍼머넌트 노바라》             | 《시간을 달리는 소녀》                           | 《하루와의 여행》                                   |
| 2011 | 《오시카 마을 소동기》                  | 《차가운 열대어》        | 《8일째 매미》                          | 《길티 오브 로맨스》      | 《한 장의 엽서》              | 《고독사》                  | 《모테키》                       | 《혼전특급》                 | 《엔딩노트》                    | 《마호로 역 다다 심부름센터》 《그 거리의 아이》 | 빈칸                                                |
| 2012 | 《키리시마가 동아리활동 그만둔대》      | 《열쇠 도둑의 방법》     | 《하늘의 꽃: 나가오카 불꽃놀이 이야기》 | 《종의 신탁》             | 《늑대아이》                  | 《두더지》                  | 《가족의 나라》                  | 《꿈팔이 부부 사기단》       | 《우리들의 급행: A열차로 가자》 | 《욕망의 코스프레》 《내 어머니의 인생》         | 《아이와 마코토》                                   |
| 2013 | 《흉악: 어느 사형수의 고발》            | 《행복한 사전》          | 《페코로스, 어머니 만나러 갑니다》      | 《그렇게 아버지가 된다》  | 《요노스케 이야기》           | 《안녕, 계곡》              | 《지옥이 뭐가 나빠》             | 《용서받지 못한 자》         | 《도모구이》                    | 《캡처링 대디》                                  | 《비 마이 베이비》                                  |
| 2014 | 《그곳에서만 빛난다》                   | 《종이달》               | 《0.5미리》                             | 《우드잡》                | 《내 남자》                   | 《이별까지 7일》            | 《사랑의 소용돌이》              | 《집으로 간다》              | 《세븐 윅스》                   | 《오브와 레떼》                                  | 《레이디 마이코》                                   |
| 2015 | 《바닷마을 다이어리》                   | 《세 가지 사랑 이야기》  | 《백엔의 사랑》                         | 《바쿠만》                | 《노비》                      | 《앙: 단팥 인생 이야기》    | 《해안가로의 여행》              | 《화장실의 피에타》          | 《오봉 브라더스》               | 《가부키초 러브호텔》                            | 《불량소녀, 너를 응원해!》                          |
| 2016 | 《이 세상의 한구석에》                  | 《행복 목욕탕》          | 《디스트럭션 베이비》                   | 《신 고질라》             | 《아주 긴 변명》              | 《하모니움》                | 《분노》                         | 《사토시의 청춘》            | 《카츠라기 살인사건》           | 《너의 이름은.》                                 | 《립반윙클의 신부》                                 |
| 2017 | 《도쿄의 밤하늘은 항상 가장 짙은 블루》 | 《친애하는 우리 아이》   | 《이름없는 새》                         | 《황야》                  | 《그녀의 인생은 잘못이 없어》 | 《그들이 진심으로 엮을 때》 | 《우행록: 어리석은 자의 기록》   | 《세 번째 살인》             | 《토네이도 걸》                 | 《아웃레이지 파이널》                            | 《산책하는 침략자》                                 |
| 2018 | 《아사코》                              | 《고독한 늑대의 피》     | 《어느 가족》                           | 《화광》                  | 《카메라를 멈추면 안 돼!》    | 《국화와 단두대》           | 《아무것도 우리를 멈출 수 없다》 | 《너의 새는 노래할 수 있어》 | 《라잉 투 맘》                  | 《모리의 정원》 《일일시호일》                   | 빈칸                                                |
| 2019 | 《분화구의 두 사람》                    | 《꿀벌과 천둥》          | 《사랑이 뭘까》                         | 《미야모토로부터 너에게》 | 《어나더 월드》               | 《신문기자》                | 《원 나이트》                    | 《시블링스 오브 더 케이프》  | 《요코가오》                    | 《굿바이, 입술》                                 | 《잔잔한 기다림》                                   |

## 역대 영화제

### 2011년
제32회 영화제
- 작품상: 《13인의 자객》 (감독: 미이케 다카시)
- 감독상: 미이케 다카시 (13인의 자객, 제브라맨: 제브라퀸의 역습)
- 신인감독상
  - 이시이 유야 (사와코 결심하다, 당신과 걸어가며)
  - 다니구치 마사아키 (시간을 달리는 소녀)
- 각본상: 덴간 다이스케 (13인의 자객)
- 촬영상: 후쿠모토 준 (그 남자가 아내에게, 퍼레이드)
- 남우주연상: 도요카와 에쓰시 (그 남자가 아내에게, 필사의 검 토리사시)
- 여우주연상: 미쓰시마 히카리 (사와코 결심하다, 파편)
- 남우조연상: 이시바시 렌지 (그 남자가 아내에게, 퍼레이드, 도시의 이방인, 아웃레이지, 인간실격)
- 여우조연상: 나쓰카와 유이 (고고한의 메스)
- 최우수 신인상
  - 무카이 오사무 (BECK, 하나미즈키)
  - 사토 히로코 (누드의 밤/사랑은 아깝지 않게 빼앗아)
- 특별대상: 마츠카타 히로키

### 2012년
제33회 영화제
- 작품상: 《오시카무라 소동기》 (감독: 사카모토 준지)
- 감독상: 소노 시온 (차가운 열대어, 길티 오브 로맨스)
- 신인감독상
  - 스나다 아사미 (엔딩 노트)
  - 마에다 고지 (혼전특급)
- 각본상: 와타나베 아야 (그 거리의 아이 극장판)
- 촬영상: 후지사와 마사카즈 (8일째 매미)
- 남우주연상: 에이타 (마호로 역 다다 심부름집)
- 여우주연상: 요시타카 유리코 (혼전특급)
- 남우조연상: 덴덴 (차가운 열대어)
- 여우조연상
  - 가구라자카 메구미 (차가운 열대어, 길티 오브 로맨스)
  - 구로사와 아스카 (차가운 열대어)
- 최우수 신인상
  - 마쓰자카 도리 (우리들은 세상을 바꿀 수 없어, 고독사)
  - 스기노 기키 (환대)
  - 하마노 겐타 (혼전특급)
- 요코하마 영화제 최우수 남우상: 하라다 요시오 (일본 영화와 요코하마 영화제에 잊을 수 없는 큰 족적을 남긴 명배우의 이름을 영화제에 영구 결번화 하기 위해)